# Лупша (комуна)
Лупша (рум. Lupșa) — комуна у повіті Алба в Румунії. До складу комуни входять такі села (дані про населення за 2002 рік):
- Бирдешть (12 осіб)
- Бирзан (45 осіб)
- Валя-Лупшій (767 осіб)
- Валя-Холхорій (35 осіб)
- Валя-Шесій (63 особи)
- Вей (151 особа)
- Вінца (73 особи)
- Джамена (1 особа)
- Дупе-Дял (62 особи)
- Курметуре (39 осіб)
- Лазурі (302 особи)
- Лунка (115 осіб)
- Лупша (754 особи) — адміністративний центр комуни
- Менестіре (94 особи)
- Мергая (8 осіб)
- Мушка (661 особа)
- Пириу-Кербунері (34 особи)
- Пошогань (61 особа)
- Піцига (188 осіб)
- Тріфешть (9 осіб)
- Хедереу (359 осіб)
- Холобань (17 осіб)
- Шаса (17 осіб)

Комуна розташована на відстані 311 км на північний захід від Бухареста, 43 км на північний захід від Алба-Юлії, 54 км на південний захід від Клуж-Напоки.

## Населення
За даними перепису населення 2002 року у комуні проживали 3867 осіб. Усі жителі комуни рідною мовою назвали румунську.
Національний склад населення комуни:
| Національність | Кількість осіб | Відсоток |
| -------------- | -------------- | -------- |
| румуни         | 3863           | 99,9%    |
| цигани         | 4              | 0,1%     |

Склад населення комуни за віросповіданням:
| Релігія        | Кількість осіб | Відсоток |
| -------------- | -------------- | -------- |
| православні    | 3835           | 99,2%    |
| п'ятдесятники  | 12             | 0,3%     |
| греко-католики | 5              | 0,1%     |
| баптисти       | 2              | 0,1%     |
| адвентисти     | 1              | < 0,1%   |